# Pyrota postica
Pyrota postica är en skalbaggsart som beskrevs av Leconte 1858. Pyrota postica ingår i släktet Pyrota och familjen oljebaggar. Inga underarter finns listade i Catalogue of Life.